# Liste der Naturdenkmäler in Tisens
Die Liste der Naturdenkmäler in Tisens (italienisch Tesimo) enthält die vier als Naturdenkmal ausgewiesenen Objekte auf dem Gebiet der Gemeinde Tisens in Südtirol.
Basis ist das im Internet einsehbare offizielle Verzeichnis der Naturdenkmäler in Südtirol (Stand: 23. Januar 2015). Dabei kann es sich um botanische, geologische oder hydrologische Naturdenkmäler handeln. Die Reihenfolge in dieser Liste orientiert sich an der ID, alternativ ist sie auch nach dem Namen sortierbar.

## Liste
| Foto |                 | Name                          | Standort                     | Beschreibung                                                                                     |
| ---- | --------------- | ----------------------------- | ---------------------------- | ------------------------------------------------------------------------------------------------ |
| ja   | Datei hochladen | Eine Weinrebe ID: 099_G01     | 46° 33′ 14″ N, 11° 11′ 3″ O  | Botanisches Naturdenkmal: „Versoaln“, größte Weinrebe Europas, gehört zu den ältesten des Landes |
| BW   | Datei hochladen | Zwei Mammutbäume ID: 099_G02  | 46° 32′ 55″ N, 11° 10′ 3″ O  | Botanisches Naturdenkmal: Mammutbaum                                                             |
| BW   | Datei hochladen | Eine Edelkastanie ID: 099_G03 | 46° 32′ 27″ N, 11° 10′ 48″ O | Botanisches Naturdenkmal: Kastanie                                                               |
| BW   | Datei hochladen | Eine Edelkastanie ID: 099_G04 | 46° 35′ 3″ N, 11° 9′ 12″ O   | Botanisches Naturdenkmal: Kastanie                                                               |

| Foto: | Fotografie des Naturdenkmals. Klicken des Fotos erzeugt eine vergrößerte Ansicht. Daneben finden sich zwei Symbole: |
| ID    | Identifikator bei der Abteilung Natur, Landschaft und Raumentwicklung der Südtiroler Landesverwaltung               |